# Vladimirka (Levitan)
Vladimirka (en russe : Владимирка) est un tableau du peintre russe Isaac Levitan (1860-1900), réalisé en 1892. Il fait partie des collections de la Galerie Tretiakov sous le numéro d'inventaire no 1485. Ses dimensions sont de 79 × 123 cm,. Vladimirka est l'une des trois grandes toiles de Levitan réalisées durant la première moitié des années 1890. Les deux autres sont Eaux profondes (1892) et Paix éternelle (1894). Les trois toiles sont parfois dénommées la trilogie sombre de Levitan.
Levitan commence à travailler sur les croquis et esquisses de Vladimirka en 1892, alors qu'il vivait pendant quelques mois dans le gouvernement de Vladimir. Il peint d'après nature, étant installé à proximité de la route Vladimirka, le chemin de terre qui mène de Moscou à la ville de Vladimir à l'est. En langage courant, cette route s'appelait Vladimirka et les prisonniers exilés passaient par elle pour arriver au bagne (katorga en russe), où ils purgeaient leur peine. Le tableau a été réalisé la même année 1892 à Moscou. En février 1893, il est présenté au public lors de la 21e exposition de l'association des peintres Ambulants à Saint-Pétersbourg, puis en mars à Moscou où l'exposition s'est déplacée,. En mars 1894, Levitan fait don de la toile à la Galerie Tetriakov,.
Le peintre Mikhaïl Nesterov considérait que la toile Vladimirka pouvait être considérée « comme un paysage historique russe dont il existe peu d'exemples dans l'art russe ». Quant au critique d'art Alekseï Fiodorov-Davydov, il écrit que « ce tableau est un des meilleurs de Levitan, et il est reconnu comme un chef-d'œuvre par tous, du fait de son contenu profondément connu du public et qui se traduit directement sur le tableau ».

## Histoire
Le 12 mai 1892, Levitan et sa compagne, la peintre Sofia Kouvchinnikova, quittent Moscou pour le Gouvernement de Vladimir. Ils s'installent dans le village de Gorodok sur la rivière Pekcha (ru), à proximité de la station Boldino (ru) de la ligne de chemin de fer Moscou-Nijni Novgorod (ru). Dans une lettre à Pavel Tretiakov du 13 mai 1892, Levitan écrit : « Je me suis installé dans un endroit charmant et je pense bien y travailler ». Il y passe l'été 1892. Aujourd'hui, ce village de Gorodok est devenu une partie du village de Pekcha (ru), raïon de Petouchki, dans l'Oblast de Vladimir. La maison dans laquelle vivait Levitan et sa compagne a été transformée en maison-musée, mais le 22 août 1999 elle est détruite par un incendie.

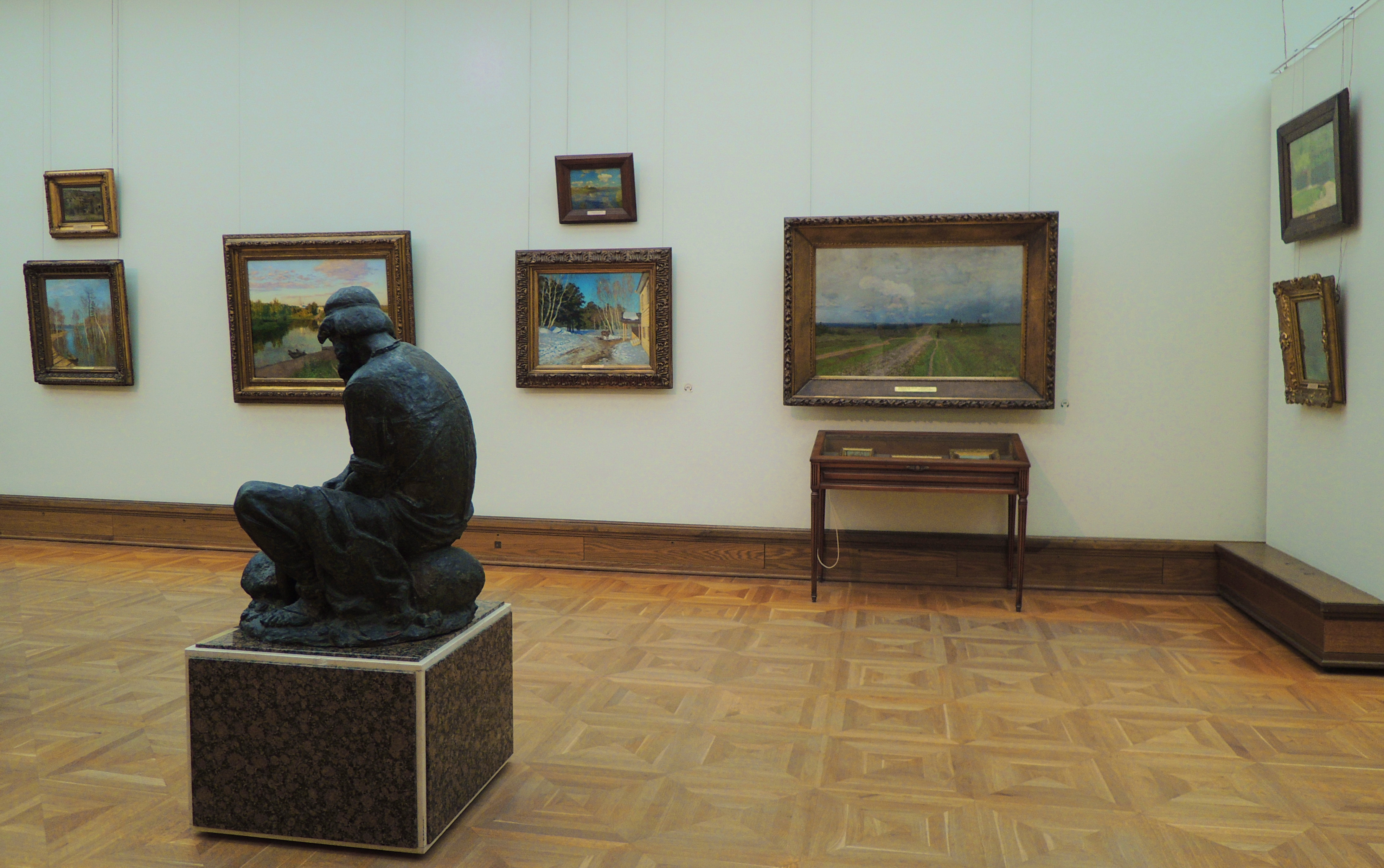
Le tableau Vladimirka dans la salle no 37 appelée salle Levitan à la Galerie Tretiakov, ruelle Lavrouchinski, Moscou.

Sofia Kouvchinnikova raconte comment est venue à Levitan l'idée de peindre ce tableau Vladimirka. Un jour, en revenant de la chasse, ils sont passés par l'ancienne route de Vladimir. Elle décrit ainsi leurs impressions : « La vue était pleine de charme et d'une étonnante tranquillité. La longue bande blanche de la route s'échappait, en traversant des bois, vers un lointain bleuâtre. À peu de distance, deux personnages de pèlerins et une vieille potale avec son icône effacée par la pluie rappelait un âge oublié depuis longtemps. Tout cela semblait si adorable, si agréable à voir ». Et soudain Levitan se souvient de la même Vladimirka. Mais c'est celle des prisonniers enchaînés marchant sur cette même route en partant en Sibérie,,. Les jours suivants, les deux artistes sont revenus à plusieurs reprises sur cette route pour voir comment composer le futur tableau,. Puis Levitan est retourné à Moscou, pour se mettre à réaliser ce à quoi il avait pensé. Grâce aux souvenirs des impressions de la route de Vladimir, le travail sur la toile a été rapide et très inspiré. Une fois son tableau terminé, Levitan y a inscrit le nom Volodimirka. C'était inhabituel de sa part, car d'habitude il n'écrivait pas le nom de ses tableaux sur ses toiles.
Ensemble avec quatre autres tableaux de Levitan, au nombre desquels Berges boisées, au crépuscule, Incendie de forêt, Automne et Le Soir, le tableau Vladimirka (sous son appellation Vladimirka, la grand route) est exposé à la 21e exposition des Ambulants qui s'est ouverte en février 1893 à Saint-Pétersbourg pour s'installer à Moscou en mars,. La critique de Saint-Pétersbourg n'a pratiquement pas parlé des tableaux de paysage exposés lors de cet évènement. Dans le seul Journal de Pétersbourg (no 47 du 18 février 1893), le critique remarque que ce sont des motifs gris les plus laids qui ont été choisis, et il ajoute sous le pseudonyme Л. Х. : « comme cette grande route de Vladimir peut être ennuyeuse …». Après le transfert de l'exposition à Moscou, sont parus plusieurs critiques du tableau, dont une bonne partie était positive, en particulier celles de Vladimr Sizov (ru), de Vladimir Gringmout (ru) dans La Gazette de Moscou et celle de Mikhaïl Korelin (ru) dans La Pensée russe.
Malgré les critiques favorables, le tableau n'a pas été acheté lors de l'exposition. Un an après, en mars 1894, Levitan a offert son tableau à la Galerie Tretiakov. Dans une lettre à Pavel Tretiakov, datée du 1er mars 1894, il écrit : « Vladimirka reviendra normalement de l'exposition dans quelques jours, prenez-la et rassurez-moi sur son sort »,.

## Description
La Vladimirka, c'est ainsi que l'on appelait familièrement la Route de Vladimir, est un chemin en terre de Moscou vers l'est en direction de la ville de Vladimir, tristement célèbre parce qu'il était emprunté durant de nombreuses décennies par les exilés prisonniers qui partaient à pied pour la katorga en Sibérie. À la fin du XIXe siècle, quand Levitan a réalisé son tableau, les prisonniers étaient toutefois déjà envoyés à destination par chemin de fer.
Le tableau représente une plaine sans fin traversée par une route. Celle-ci s'étend depuis l'avant-plan, passe par des champs, par des collines et des villages puis va se perdre dans la brume bleue de l'horizon. Des sentiers étroits, de chaque côté de la route, soulignent sa longueur. Un autre sentier traverse le centre de la toile de gauche à droite. Il a pour effet visuel de ralentir le regard du spectateur et de l'orienter vers le bord de la route où s'élève une potale. Devant celle-ci, se tiennent un ou deux pèlerins, une besace à l'épaule,. La route déserte, les nuages qui la surplombent, la solitude des personnages qui prient sans doute l'icône dans la potale, tout cela crée une atmosphère troublante et pénible, suggérée par les pensées des milliers de prisonniers qui sont passés par cet endroit. Seule l'éclaircie à l'horizon, qui illumine l'église blanche, représente une lueur d'espoir,,.

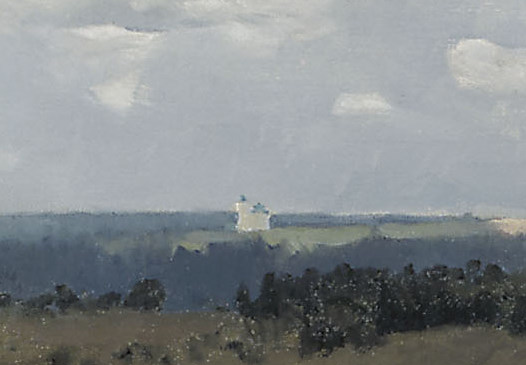
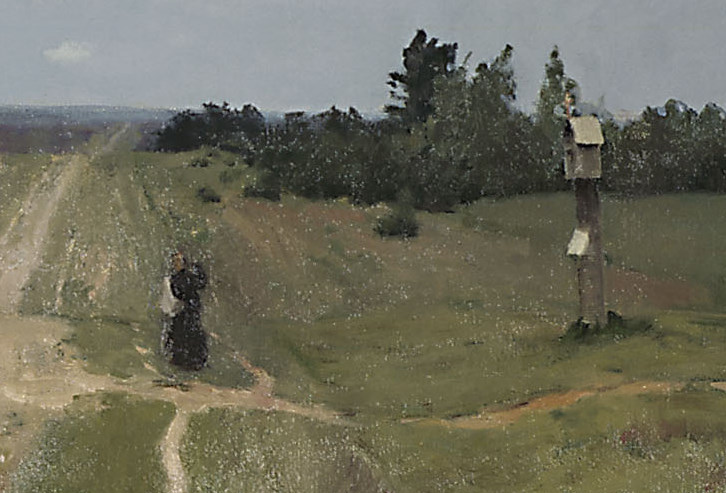
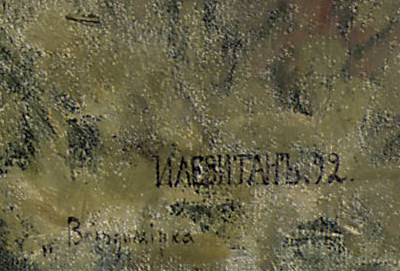

La tonalité chromatique du paysage est donnée par des couleurs feutrées utilisées pour rendre le jour sombre et gris. De cette gamme de couleurs ne se détachent que les tons clairs de l'église blanche, à gauche dans le lointain, et la bande jaune de seigle mûr au fond de la toile. Malgré ce choix, le peintre ne perd pas toutes les richesses et la diversité des couleurs, « il conserve toutes les couleurs de la nature mais les introduit dans un paysage harmonisé en les ramenant à une seule tonalité ». Levitan y parvient en utilisant les transitions les plus subtiles entre les tons, ainsi que par la pénétration mutuelle des différentes couleurs. Les coloris trouvés par le peintre déterminent en grande partie l'humeur qui se dégage de ce paysage.

## Esquisses, croquis et copies de l'auteur
L'étude éponyme du tableau Vladimirka (carton, huile, 1892, 10 × 16,5 cm) faisait partie de la collection du collectionneur moscovite A. M Koloudarova, après avoir fait partie des collections de Nikolaï Mechtcherine et de N. Kislitsina,.

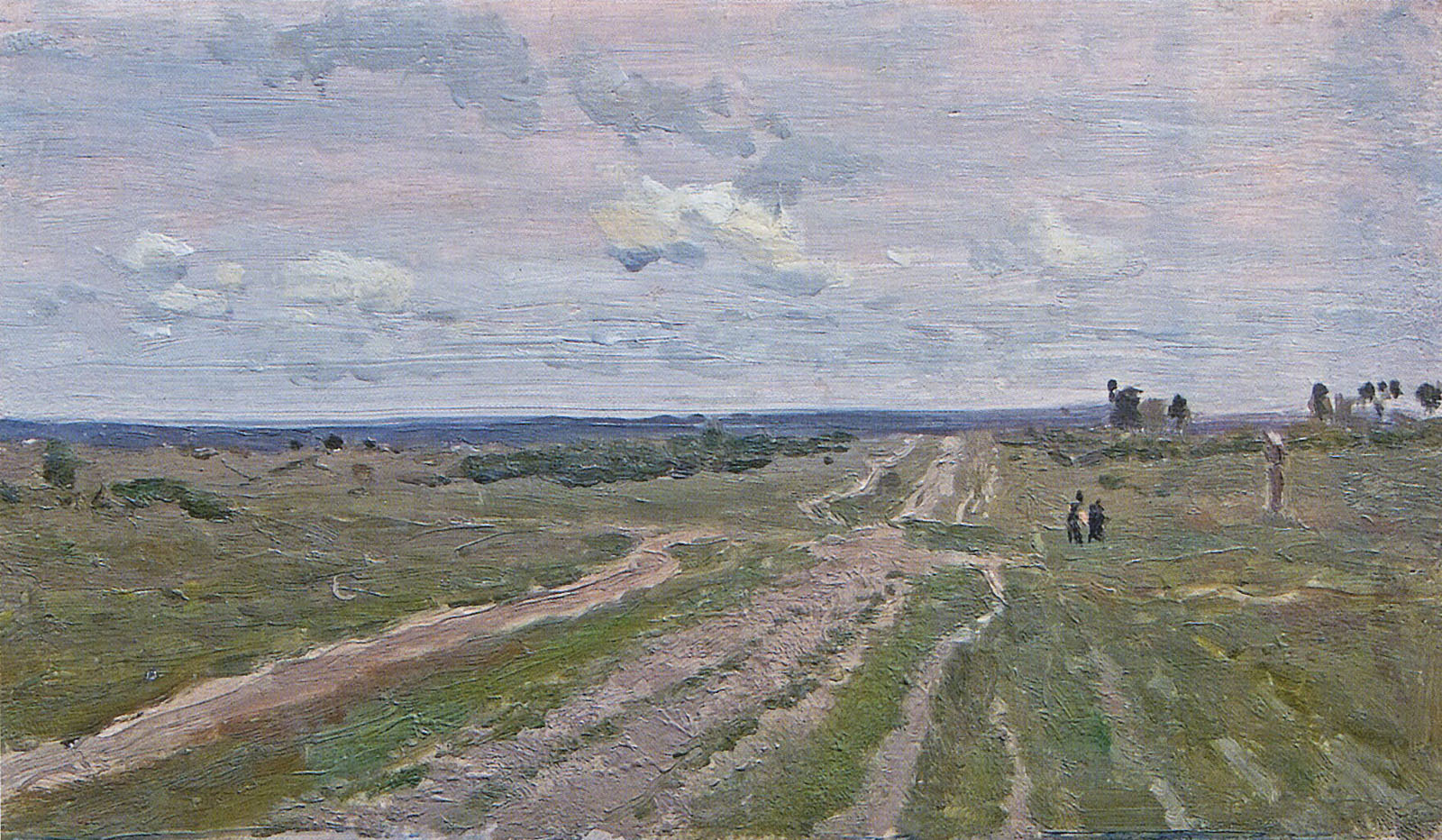
Isaac Levitan : Vladimirka (étude, 1892, collection particulière)

Il existe aussi un croquis du même nom Vladimirka, qui a été offert par Levitan à Mikhaïl Tchekhov (1865-1936), le frère cadet d'Anton Tchekhov. Sur la face avant du croquis figure une inscription de la main de l'auteur : « Au futur procureur Mikhaïl Tchekhov. I Levitan »,. C'est en plaisantant que Levitan a appelé procureur le futur écrivain et critique, qui avait passé quelques années à la faculté de droit de l'Université d'État de Moscou,. L'écrivain Ivan Beloussov se souvient avoir regardé un jour cette esquisse appartenant à Mikhaïl Tchekhov et à en avoir vanté les qualités. Mais à la réaction de ce dernier, il a compris qu'il était offusqué à cause de l'inscription qu'avait ajouté Levitan : « il a fait allusion au traitement que tu infligerais aux gens qui seraient enchaînés quand tu serais procureur ». Voyant que le croquis plaisait à Beloussov, Mikhaïl Tchekhov lui a proposé comme cadeau parce qu'il n'en voulait pas lui-même avec cette inscription. Le croquis s'est retrouvé ainsi dans la collection de Beloussov, mais il a ensuite été égaré lors d'un déménagement d'appartement. Son emplacement actuel n'est pas connu.
Il existe une copie réduite du même nom de Vladimirka (années 1890, 50,5 × 80,2 cm), qui se trouvait dans la collection S. Rabinovitch. Cette dernière avait été réalisée sur demande du médecin collectionneur Ivan Troianovski, puis s'est retrouvée dans les collections de A. Liapounov (depuis l'année 1917), puis d'Evgueni Opotchinine (depuis l'année 1922) et d'I. Iline-Goldman,.

## Critiques
Le peintre Mikhaïl Nesterov, dans son ouvrage Il y a longtemps, se souvient comme il aimait Vladimirka de Levitan, et qu'il considérait ce tableau tant pour sa conception que pour la perfection de son exécution. Selon Nesterov, « cette toile pouvait franchement être appelée un paysage historique russe comme il en existe peu dans notre peinture ». Dans une lettre au critique d'art Vladimir Kemenov datée du 10 octobre 1938, Nesterov écrivait que, dans ce tableau, « l'heureuse combinaison entre l'histoire et la finition du tableau est exceptionnelle » et que, à son avis, « cette toile est l'une des créations les plus matures de l'artiste ».
Dans sa monographie sur Levitan, le critique d'art Alekseï Fiodorov-Davydov écrit que « Vladimirka est l'une des meilleures créations de l'artiste, son chef-d'œuvre reconnu par tous ». Il trouve remarquable la fait que « son contenu social profond est exprimé directement dans le paysage, sans détour ». Selon Fiodorov-Davydov, dans ce tableau, Levitan crée une image de la nature comme il en a coutume, et en même temps, il révèle un riche contenu intérieur avec les choses les plus simples, à travers « le motif le plus simple et le plus ordinaire que sont cette plaine et cette route qui part au loin ». Le motif de la route entraîne le spectateur dans les profondeurs du paysage et lui révèle progressivement le message qu'il comporte.

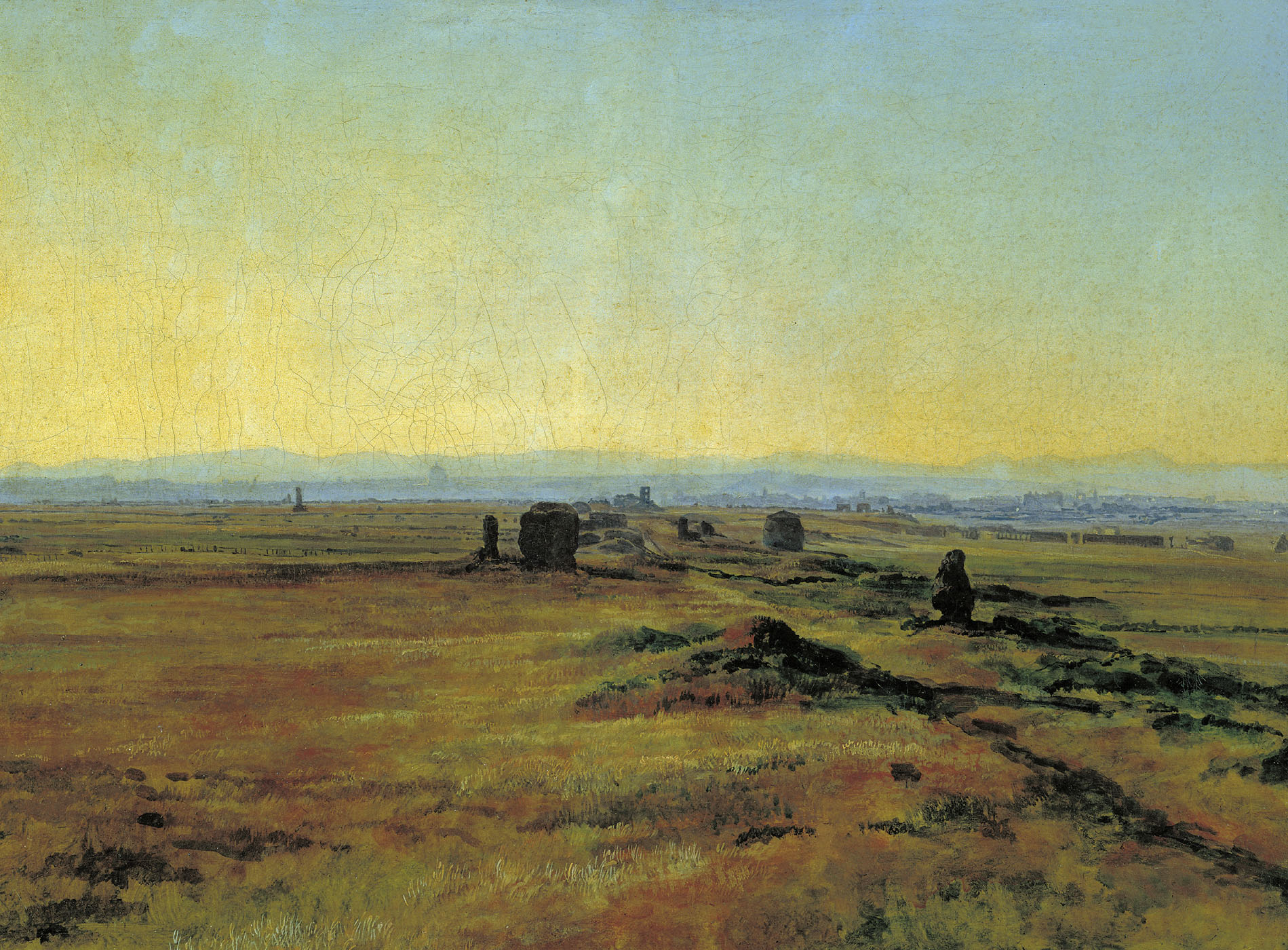
Alexandre Ivanov. La Voie Appienne au coucher du Soleil (toile, huile,, 1845, Galerie Tretiakov).

La critique d'art Faïna Maltseva, note que Vladimirka est devenu un véritable témoignage de son époque et que sa signification dans l'art réaliste russe des années 1890 ne risque pas d'être surestimée. Toujours selon Maltseva, le tableau de Levitan est plein de tristesse et de pathos patriotique, et le peintre parvient à ce résultat, « sans renoncer à montrer la beauté de la nature russe, sans diminuer le charme poétique et la majesté de son image ». En même temps, Vladimirka représente un des « meilleurs témoignages des énormes progrès réalisés par les peintres russes paysagistes d'avant-garde ».
Selon l'historien d'art Vladimir Petrov, Vladimirka représente un rare type polyphonique de paysage historique, qui, dans l'histoire de la peinture russe, peut être comparé à la toile d'Alexandre Ivanov La Voie Appienne au coucher du soleil, réalisée en 1845. Mais il existe une différence importante entre les deux toiles : alors que la toile d'Ivanov (la Voie Appienne) fait penser au sort de l'Empire romain, celle de Levitan (Vladimirka) représente une route par laquelle sont passés des milliers de prisonniers et qui « est perçue comme une espèce de cicatrice, laissée par l'histoire des souffrances du peuple russe, sur le beau visage de sa terre »,.
L'écrivain Korneï Tchoukovski, après avoir visité l'exposition de Levitan, écrit : « Admirez cette Vladimirka. Quelle soif de lointain, quelle frénésie d'étendue ! Inspirée, enivrante, une étendue séduisante… » Faisant un parallèle avec la tristement célèbre Route de Vladimir, Tchoukovski pose la question : « Est-ce que cette Vladimirka ne symbolise pas toute l'œuvre du célèbre peintre, avec sa conscience calme et réconciliée du désespoir de tous les élans faustiens de l'âme humaine? ».